# Jacques Anquetil

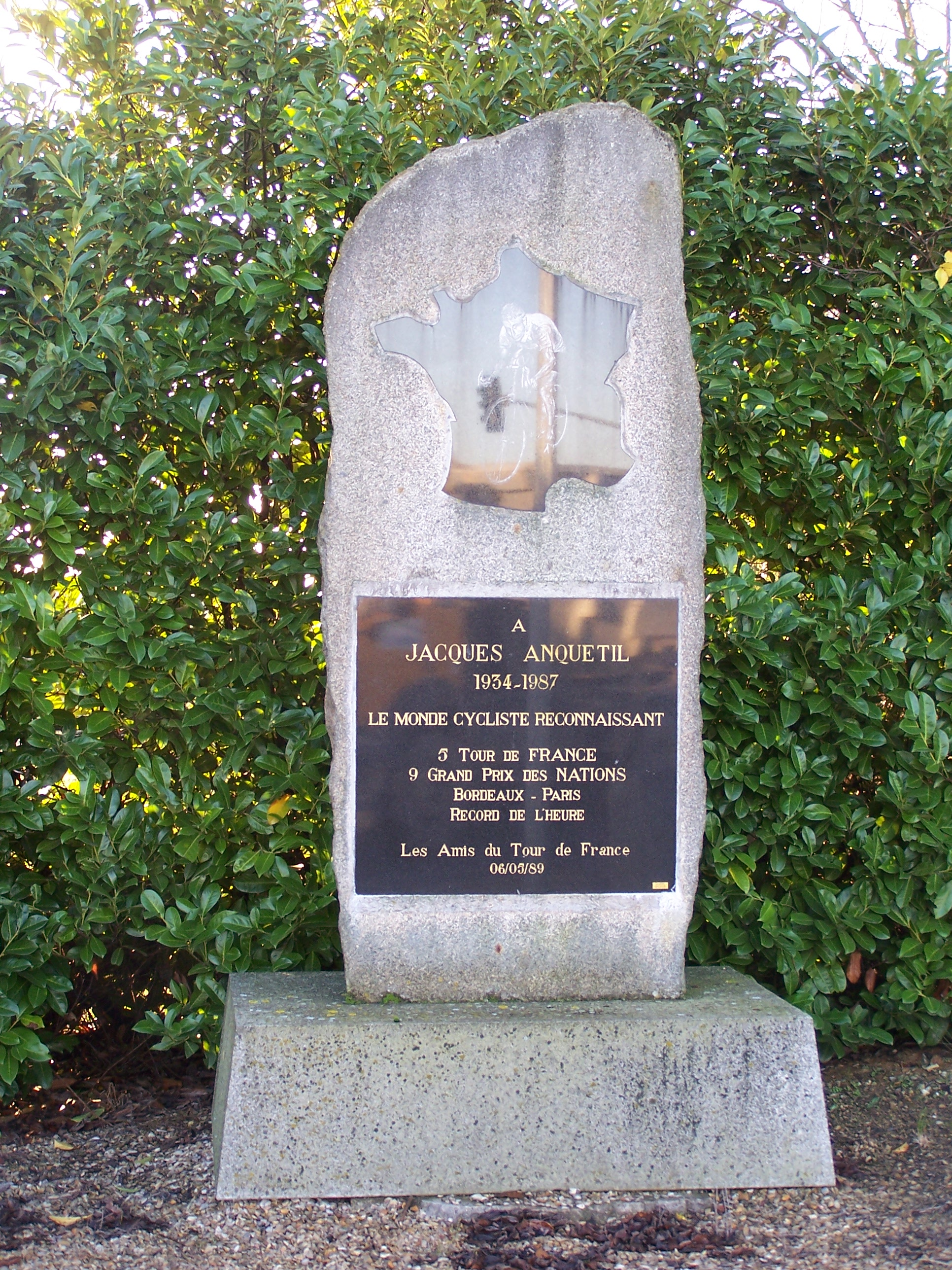

Jacques Anquetil (8. ledna 1934 Mont-Saint-Aignan – 18. listopadu 1987 Rouen) byl francouzský cyklista, pětinásobný vítěz Tour de France. Jeho dlouholetým soupeřem byl Raymond Poulidor.

## Úspěchy
- amatérský mistr Francie 1952
- vítězství ve Velké ceně národů 1953, 1954, 1955, 1956, 1957, 1958, 1961, 1965
- překonání světového rekordu v hodinovce – Milán, 29. června 1956, 46,159 km
- vítěz závodu Paříž–Nice 1957, 1961, 1963, 1965, 1966
- vítěz Tour de France 1957, 1961, 1962, 1963, 1964
- vítěz Giro d'Italia 1960, 1964
- vítěz závodu Kolem Španělska 1963
- vítěz Bordeaux – Paříž 1965